# クレオール言語
クレオール言語（クレオールげんご、英: creole language）とは、意思疎通ができない異なる言語圏の間で交易を行う際、商人らなどの間で自然に作り上げられた言語（ピジン言語）が、その話者達の子供たちの世代で母語として話されるようになった言語を指す。公用語や共通語として使用されている国・地域もある。

## 概要
クレオール言語はピジン言語が定着して母語化したものであり、形態が劇的に単純化しているという点で、親言語の複雑な屈折を保っている混合言語（混成言語）とは異なる。
ピジン言語では文法の発達が不十分で発音・語彙も個人差が大きく、複雑な意思疎通が不可能なのに対し、クレオール言語の段階ではそれらの要素が発達・統一され、複雑な意思疎通が可能になる。また、クレオールはピジンと違い、完成された言語である。
また、日本語も北方系言語（アルタイ語族）と南方系言語（オーストロネシア語族）が混合したクレオール言語から変化したという説もある（日本語の起源を参照）。

## 一覧
| 地域・国                                     | 呼び名                                 | 基層言語                                                                                   | 上層言語                           | 位置づけ |
| -------------------------------------------- | -------------------------------------- | ------------------------------------------------------------------------------------------ | ---------------------------------- | -------- |
| セーシェル                                   | セーシェル・クレオール語               |                                                                                            | フランス語                         | 公用語   |
| ハワイ                                       | ハワイアン・ピジン                     |                                                                                            | 英語                               | 口語     |
| アメリカ合衆国ルイジアナ州                   | ルイジアナ・クレオール語               |                                                                                            | フランス語                         | 口語     |
| アメリカ合衆国サウスカロライナ州ジョージア州 | ガラ語                                 |                                                                                            | 英語                               |          |
| ハイチ                                       | ハイチ語                               |                                                                                            | フランス語                         | 公用語   |
| ナイジェリア                                 | ナイジェリア・ピジン                   |                                                                                            | 英語                               | 公用語   |
| モーリシャス                                 | モーリシャス・クレオール語             |                                                                                            | フランス語                         | 共通語   |
| レユニオン島                                 | レユニオン・クレオール語               |                                                                                            | フランス語                         | 口語     |
| カーボベルデ                                 | カーボベルデ・クレオール語             | ポルトガル語                                                                               |                                    | 共通語   |
| ギニアビサウ                                 | ギニアビサウ・クレオール語             |                                                                                            | ポルトガル語                       | 共通語   |
| サントメ・プリンシペ                         | フォロ語                               |                                                                                            | ポルトガル語                       | 口語     |
| サントメ・プリンシペ                         | アンゴラ語                             |                                                                                            | ポルトガル語                       |          |
| サントメ・プリンシペ                         | プリンシペ・クレオール語               |                                                                                            | ポルトガル語                       |          |
| 赤道ギニア アンノボン島                      | アノボネセ語                           |                                                                                            | ポルトガル語、スペイン語           |          |
| カメルーン                                   | カメルーン・ピジン                     | 英語が主体となっており、旧イギリス領カメルーンの領域であった北西州と南西州のみで用いられる | フランス語                         | 公用語   |
| 中央アフリカ共和国                           | サンゴ語                               |                                                                                            | フランス語、ンバンディ語           | 公用語   |
| オランダ領アルバ、ボネール島、キュラソー島   | パピアメント語                         | 基礎語彙の60%がポルトガル語、その他スペイン語、オランダ語、西アフリカ諸語、アラワク語等    | ポルトガル語                       | 公用語   |
| シエラレオネ                                 | クリオ語                               |                                                                                            | 英語                               | 共通語   |
| ジャマイカ                                   | ジャマイカ・クレオール語               |                                                                                            | 英語?                              |          |
| ピトケアン諸島                               | ピトケアン語                           | タヒチ語、英語の各方言                                                                     | 英語?                              | 共通語   |
| ノーフォーク島                               | ノーフォーク語                         | ゲール語、ポリネシア語、英語の各方言                                                       | 英語?                              | 共通語   |
| バヌアツ共和国                               | ビスラマ語                             | メラネシア系言語                                                                           | 英語、フランス語                   | 公用語   |
| パプアニューギニア独立国                     | トク・ピシン                           | パプア諸語、メラネシア系言語                                                               | 英語                               | 共通語   |
| マカオ                                       | マカオ語                               | ポルトガル語                                                                               | ポルトガル語、広東語、マレー語など | 口語     |
| フィリピン                                   | チャバカノ語                           | アウストロネシア語族                                                                       | スペイン語                         |          |
| 台湾                                         | 宜蘭クレオール                         | タイヤル語                                                                                 | 日本語                             |          |
| 小笠原諸島                                   | 小笠原語                               | 英語                                                                                       | 日本語                             |          |
| スリランカ                                   | ヴェッダ語                             | 元来のヴェッダ人の言語                                                                     | シンハラ語                         |          |
| インドネシア、スリランカ、マレーシア         | ベタウィ語など、マレー語基盤クレオール | アウストロネシア語族                                                                       | マレー語、シンハラ語、タミル語など |          |
| オーストラリアココス諸島、マレーシアサバ州   | ココスマレー語                         | ベタウィ語                                                                                 | マレー語など                       |          |
| 日本 沖縄県                                  | ウチナーヤマトグチ                     | 日本語・琉球諸語                                                                           |                                    |          |

## 関連文献
- 石塚正英著『クレオル文化』社会評論社、1997年5月、ISBN 4784503234
- 石塚道子編著『カリブ海世界』世界思想社、1991年10月、ISBN 4790704084
- 石塚道子「カリブ海地域におけるクレオール・アイデンティティ 終わりなき変容の道程をゆく周辺人」
  - 黒田悦子編著『民族の出会うかたち』朝日新聞社、1994年12月、ISBN 4022596163所収
- 今福龍太著『クレオール主義』青土社、1991年7月、ISBN 4791751388 / 新装版、1994年11月、ISBN 4791753461 / 新版、2001年9月、ISBN 4791758943 / 増補版（『ちくま学芸文庫』）、2003年5月、ISBN 4480087575
- マリーズ・コンデ著、三浦信孝訳『越境するクレオール マリーズ・コンデ講演集』岩波書店、2001年9月、ISBN 4000222600
- パトリック・シャモワゾー、ラファエル・コンフィアン著、西谷修訳『クレオールとは何か』平凡社、1995年11月、ISBN 4582333184 / 『平凡社ライブラリー』、2004年7月、ISBN 4582765076
- ロベール・ショダンソン著、糟谷啓介、田中克彦訳『クレオール語』（『文庫クセジュ』）、白水社、2000年10月、ISBN 4560058326
- 田中克彦著『ことばと国家』（『岩波新書』）、岩波書店、1981年11月、ISBN 4004201756
- 田中克彦著『クレオール語と日本語』岩波書店、1999年10月、ISBN 4000042475
- 田中孝顕著『ささがねの蜘蛛―意味不明の枕詞・神話を解いてわかる古代人の思考法 (古事記・日本書紀・万葉集と古代タミル語の饗宴 1) 』幻冬舎 、2008年12月、ISBN 4344016076
- 田中春美著『入門ことばの科学』大修館書店、1994年5月、ISBN 4469211877
- 恒川邦夫著『フランケチエンヌ クレオールの挑戦』現代企画室、1999年6月、ISBN 4773899042
- ロレト・ドット著、田中幸子訳『ピジン・クレオール入門』大修館書店、1986年7月、ISBN 4469211346
- 西成彦著『クレオール事始』紀伊國屋書店、1999年9月、ISBN 4314008539
- デレック・ビッカートン著、筧寿雄訳『言語のルーツ』大修館書店、1985年4月、ISBN 4469211192
- 林正寛 「ピジン・クレオール研究略史」 (PDF) 『一橋論叢』98巻1号所収、1987年7月
- 複数文化研究会『〈複数文化〉のために ポストコロニアリズムとクレオール性の現在』人文書院、1998年11月、ISBN 4409040413
- フランツ・ファノン著、鈴木道彦、浦野衣子訳『地に呪われたる者』みすず書房、1996年9月、ISBN 4622050048
- 三浦信孝編『多言語主義とは何か』藤原書店、1997年5月、ISBN 4894340682
- 中村春作など多数編著 『「訓読」論 東アジア漢文世界と日本語』 勉誠出版、2008年9月25日、ISBN 4585031847